# Symblepharis reinwardtii
Symblepharis reinwardtii là một loài Rêu trong họ Dicranaceae. Loài này được (Dozy & Molk.) Mitt. miêu tả khoa học đầu tiên năm 1888.